# King of the Hill
King of the Hill è una sitcom animata statunitense del 1997, creata da Mike Judge e Greg Daniels.
La serie si concentra sulla vita degli Hill, una famiglia borghese che vive nell'immaginaria città di Arlen, in Texas. Le abitudini e i modi di fare del Texas sono stati mantenuti sempre con un approccio piuttosto realistico, cercando sempre di trasmettere dell'umorismo negli aspetti banali e convenzionali della vita quotidiana.
La serie è stata trasmessa per la prima volta negli Stati Uniti su Fox dal 12 gennaio 1997 al 6 maggio 2010, per un totale di 259 episodi ripartiti su tredici stagioni. In Italia la serie è stata trasmessa su Fox dall'agosto 2003, con le prime otto stagioni, e su Fox Animation dal 9 marzo 2017, trasmettendo anche la nona. Le successive sono tuttora inedite per motivi sconosciuti. Nel 2023 viene annunciato il revival della serie.
La popolarità di King of the Hill ha portato la serie a diffondersi in tutto il mondo e a trasmettere, in syndication, anche sul blocco Adult Swim, di Cartoon Network. È diventata la terza serie più longeva di Fox (solo dietro I Simpson e I Griffin), ed è stata per breve tempo la seconda sitcom animata più lunga mai trasmessa. Nel 2007, King of the Hill è stato inserito dalla rivista Time nella lista dei "100 migliori programmi televisivi" di tutti i tempi.

## Trama
La serie si basa sulla vita degli Hill, una famiglia texana di stampo conservatore.
Diversamente dai cartoni animati di questo genere, che solitamente tendono a raccontare eventi fantasiosi ed inverosimili, King of the Hill ha un approccio più realistico in quanto le vicende vertono unicamente sulla vita quotidiana della famiglia e dei loro vicini.
Spesso si fa riferimento alle città di Austin e Houston in quanto vicine ad Arlen, la cittadina fittizia in cui abitano gli Hill.

## Episodi
| Stagione                 | Episodi | Prima TV USA | Prima TV Italia |
| ------------------------ | ------- | ------------ | --------------- |
| Prima stagione           | 12      | 1997         | 2003            |
| Seconda stagione         | 23      | 1997-1998    | 2003-2004       |
| Terza stagione           | 25      | 1998-1999    | 2004            |
| Quarta stagione          | 24      | 1999-2000    | 2004            |
| Quinta stagione          | 20      | 2000-2001    | 2004            |
| Sesta stagione           | 22      | 2001-2002    | 2004-2005       |
| Settima stagione         | 23      | 2002-2003    | 2005-2006       |
| Ottava stagione          | 22      | 2003-2004    | 2006-2007       |
| Nona stagione            | 15      | 2004-2005    | 2017            |
| Decima stagione          | 15      | 2005-2006    | Inedita         |
| Undicesima stagione      | 12      | 2007         | Inedita         |
| Dodicesima stagione      | 22      | 2007-2008    | Inedita         |
| Tredicesima stagione     | 24      | 2008-2010    | Inedita         |
| Quattordicesima stagione | 10      | 2025         | 2025            |

## Personaggi

### Personaggi principali
- Hank Rutherford Hill, voce originale di Mike Judge, italiana di Roberto Stocchi. Nato nel 1959 è capofamiglia e venditore di propano nonché vice-direttore della Propano Strickland, azienda per la quale lavora con molta fierezza. Ossessionato dal suo prato, è un fermo conservatore e tifoso sfegatato dei Dallas Cowboys. Presenta spesso problemi relazionali e di espressione delle proprie emozioni, e ha difficoltà a esprimere il suo amore a qualsiasi membro della sua famiglia, poiché lo ritiene poco virile. Tuttavia, è sempre fedele, gentile, risoluto, ragionevole e laborioso. Gran parte della serie ruota attorno al desiderio di Hank di fare la cosa giusta, in contrapposizione a gran parte delle altre persone intorno a lui che preferirebbero imbrogliare e mentire. È un orgoglioso texano, essendo cresciuto lì. Sebbene fosse nato in un bagno riservato alle donne dello Yankee Stadium e avesse trascorso i primi tre giorni della sua vita a New York City. Ha avuto un'infanzia difficile segnata dal padre che non ha mai provato affetto nei suoi confronti. Nel corso della serie rimarca spesso il desiderio di aver voluto un altro figlio, ma che, a causa del suo problema di restrizione dell'uretra, questo non gli sia stato possibile.
- Margaret J. "Peggy" Platter Hill, voce originale di Kathy Najimy, italiana di Carmen Onorati (st. 1-8) e Sabrina Duranti (st. 9, 14). Moglie di Hank, insegnante di spagnolo (nonostante mostri in molte occasioni una scarsa padronanza della lingua), dalla mentalità aperta e dalla marcata ingenuità. Suo marito la chiama col nomignolo "Cipollina". È nata nel Montana. Ha un'alta opinione di sé sentendosi più intelligente di quasi tutti quelli che incontra, ma la sua eccessiva sicurezza e la sua natura fiduciosa la portano spesso a essere coinvolta in situazioni che Peggy non riconosce come criminali o irresponsabili finché non è troppo tardi. Odia spasmodicamente il suocero Cotton per il disprezzo che egli nutre verso il figlio.
- Robert Jeffrey "Bobby" Hill, voce originale di Pamela Adlon, italiana di Daniele Raffaeli. Figlio di Hank e Peggy, nato il 29 settembre 1986 è un tredicenne molto attratto dai fenomeni pop, segno (a detta di suo padre) della sua omosessualità, nella serie è fidanzato con la figlia del vicino laotiano Kahn, Connie Souphanousinphone, almeno fino alla sesta stagione rimanendo poi in ottimi rapporti con la ragazza. Sebbene sia gentile, affabile, amabile e generalmente benvoluto, non è molto brillante e spesso tende a prendere decisioni sbagliate. È particolarmente spigliato e trova facile socializzare. I genitori lo chiamano con il nomignolo "Ciccio". Nonostante il padre e i parenti lo ritengano un po' strano, ha un notevole talento con le ragazze che lo ritengono carino e divertente cosa che lo fa aspirare a un lavoro da comico.
- Luanne Leanne Platter Kleinschmidt, voce originale di Brittany Murphy, italiana di Domitilla D'Amico. La nipote di Peggy. Sensibile e avvenente, i suoi conflitti nascono dalla sua incapacità di badare a sé stessa. Esce spesso con vari uomini che, il più delle volte, si approfittano di lei. Fino alla seconda stagione ha un relazione con Buckle un commesso del "Mega lo Mart" finché egli non muore nell'esplosione di quest'ultimo a causa di una fuoriuscita di gas propano in cui Luanne perde temporaneamente i capelli e nel quale Hank la salva rimanendo quasi illeso. Successivamente acquisterà la casa di fronte quella degli zii nella quale vivrà insieme ad altri tre coinquilini, nelle ultimi stagioni si fidanzerà e si sposerà con Lucky Kleinschmidt, diventando genitori di una bellissima bambina.
- Zuzzurellona (in originale: Ladybird). È il cane degli Hill. Ha 13 anni e venne acquistata da Hank per tenere compagnia a lui e Peggy nell'eventualità che non fossero riusciti a concepire un figlio. La sua compagnia ha temporaneamente alleviato lo stress di Hank (e l'uretra stretta), permettendogli di mettere incinta Peggy. In svariate puntate Hank dimostra il morboso affetto che lo lega alla cagnolona.
- Cotton Lyndahl Hill, voce originale di Toby Huss, italiana di Sergio Tedesco (st. 1-8) e Vladimiro Conti (st. 9). Il padre di Hank. È un uomo anziano dall'atteggiamento arrogante, politicamente scorretto e maschilista. Ripete spesso come i suoi stinchi furono distrutti dalla mitragliatrice di un giapponese durante la seconda guerra mondiale, e i suoi piedi furono riattaccati alle ginocchia, il che gli causò una bassa statura e un'andatura zoppicante. Ha una relazione con Didi, una donna molto più giovane di lui, da cui ha avuto un figlio. Ha un notevole disprezzo per Hank e Peggy, ma in fondo vuole bene al figlio. Muore nella dodicesima stagione all'età di 84 anni dopo aver avuto una reazione allergica ai gamberi in un ristorante giapponese ed essersi ustionato sulla griglia di cucina dello stesso.
- Dale Alvin Gribble, voce originale di Johnny Hardwick (st. 1-13) e Toby Huss (st. 14+), italiana di Oliviero Dinelli. Il vicino di casa degli Hill e uno dei migliori amici di Hank. È un appassionato di armi da fuoco e un teorico delle cospirazioni, quest'ultima attitudine lo rende spesso diffidente in maniera esasperante e cronica. Ha un'impresa di disinfestazione della quale è il proprietario. Dà poca importanza alla moglie Nancy, non accorgendosi come quest'ultima lo tradisce ripetutamente. Indossa sempre un cappello per nascondere la sua calvizie. È un incallito fumatore, e usa spesso lo pseudonimo di Rusty Shackleford per operare in anonimato, incluso il fatto di ricevere sussidi di disoccupazione con tale pseudonimo. Pur essendo un appassionato di armi da fuoco, la sua mira è relativamente scarsa.
- William "Bill" Fontaine Delatour Dauterive, voce originale di Stephen Root, italiana di Enzo Avolio (st. 1-9) e Ambrogio Colombo (st. 14). Era il migliore amico di Hank ai tempi del liceo, ora vive di fronte alla casa di Dale. Al liceo aveva un fisico atletico e una folta chioma di capelli. Adesso è calvo, sovrappeso e afflitto da depressione e senso di inferiorità. È sergente-barbiere nella vicina base di Arlen, è stato anche sposato con una donna, Lenore, che lo ha lasciato sei anni prima l'inizio della serie, mostra una vera e propria ossessione per Peggy (la moglie di Hank) esternandole spesso il terrore di finire i suoi giorni da solo. In diversi episodi ci proverà ripetutamente con lei o cercherà di farle delle avance o frasi a doppio senso finendo per essere rimproverato o pestato dalla stessa Peggy o da Hank.
- Jeffrey Dexter "Jeff" Boomhauer III, voce originale di Mike Judge, italiana di Mino Caprio. Altro amico di Hank. Boomhauer è uno scapolo e donnaiolo affetto da un lieve complesso che tende a farlo parlare in modo molto rapido, rendendo quello che dice incomprensibile quasi a tutti tranne che ai suoi amici e conoscenti. Nonostante ciò parla fluentemente il francese. È un appassionato di auto d'epoca e possiede una Dodge Coronet Super Bee del 1969 (al liceo possedeva una Ford Mustang di fine anni '60 soprannominata "Ms. Sally") e, nonostante i suoi discorsi sconclusionati, si dimostra spesso più intelligente e filosofico dei suoi tre amici. Nella tredicesima stagione si scopre che è un texas ranger.

### Personaggi secondari
- Nancy Hicks Gribble, voce originale di Ashley Gardner, italiana di Roberta Greganti. È la moglie di Dale. Tradisce spesso il marito con John Redcorn, un nativo americano, da cui ha avuto il figlio Joseph. Durante la quarta stagione riscopre l'amore che aveva per Dale. Redcorn si è rifiutati di tornare da lei per rispetto nei suoi confronti. Anche sua madre, Bunny, è stata infedele al padre di Nancy, ma non le ha rivelato la sua relazione a lungo termine fino a quando Nancy non ha iniziato a soffrire di perdita di capelli causata dallo stress a causa dei suoi sentimenti irrisolti per John Redcorn. Nancy è un'ex reginetta di bellezza, un fatto che l'ha aiutata a ottenere il suo lavoro come presentatrice meteorologica e in seguito come conduttrice del telegiornale.
- Joseph John Gribble, voce originale di Brittany Murphy (st. 1-4), Breckin Meyer (st. 5-13) e Tai Leclaire (st. 14+), italiana di Alessio De Filippis. Figlio di Dale e Nancy Gribble, è in verità figlio di John Redcorn. È il miglior amico di Bobby. Nonostante i tratti tipicamente nativi americani di Joseph, la sua somiglianza con John Redcorn e il fatto che il suo secondo nome sia "John", né lui né Dale sanno che Redcorn è il suo padre biologico (Nancy si riferisce al fatto che Dale abbia una "nonna giamaicana" per spiegare la carnagione scura di Joseph). Gli occasionali e goffi tentativi di Redcorn di avvicinarsi a Joseph (contro il volere di Nancy) portano Joseph a considerarlo strano e inquietante. Joseph inizia come un adolescente normale, ma col tempo diventa strano e inquietante, per non dire ottuso.
- Kohng Koy Kahn Souphanousinphone, voce originale di Toby Huss (st. 1-13) e Ronny Chieng (st. 14+), italiana di Mauro Gravina. È il vicino Laothiano degli Hill, si sente spesso in competizione con Hank; ha inoltre un pessimo carattere (che sfocia spesso nell'arroganza) cosa che l'ha portato a essere spesso licenziato e a dover cambiare città. Nonostante il suo atteggiamento arrogante, Kahn cerca l'approvazione e l'amicizia dei suoi vicini più pragmatici, che accettano e tollerano i suoi modi.
- Minh Souphanousinphone, voce originale di Lauren Tom, italiana di Alessandra Korompay. Moglie di Kahn e madre di Connie, insieme al marito schernisce gli Hill nonostante sia una buona amica di Peggy.
- Kahn "Connie" Souphanousinphone Jr., voce originale di Lauren Tom, italiana di Elena Perino. Figlia di Kahn e Minh, ha un'amicizia e poi una relazione sentimentale (non approvata dai genitori di lei) con Bobby. È una violinista e una studentessa modello, pressata dai genitori, che la considerano una bambina prodigio. Connie è soprannominata Khan Jr. da suo padre, che in realtà desiderava un figlio maschio.
- Granturco Rosso (in originale: John Redcorn), voce originale di Victor Aaron (st. 1) e Jonathan Joss (st. 2-14), italiana di Stefano Mondini (st. 1-9) e Riccardo Lombardo (st. 14). Nativo americano è il padre biologico di Joseph Gribble, avuto da Nancy all'insaputa di Dale. Lui e Nancy si incontrarono tre anni dopo il matrimonio di Nancy con Dale, e Joseph fu il frutto di questa relazione. Sebbene Nancy affermasse che Dale avesse una nonna giamaicana per giustificare il colore della pelle di Joseph, tutti sapevano della relazione tra John Redcorn e Nancy tranne Peggy. D'altra parte, Peggy stava per rivelare a Dale tutto sull'infedeltà di Nancy, ma vedendo come stava andando la relazione tra Dale e Joseph, decide di tenerlo segreto, proprio come tutto il vicinato.
- Buck Strickland, voce originale di Stephen Root, italiana di Stefano De Sando (st. 1-6, 8-9, 14) e Gerolamo Alchieri (st. 7). Direttore della Propano Strickland, nutre molta stima nei confronti di Hank, alla quale spesso si rivolge anche fuori dall'orario di lavoro, sottintendendo che Hank è l'unica ragione per cui la sua attività rimane a galla e quindi non lo licenzierebbe mai. Hank usa spesso la minaccia delle dimissioni per far capitolare Buck dalla transizione dalle cose che Hank trova spiacevoli. Buck è un giocatore d'azzardo compulsivo al punto da usare i profitti aziendali per continuare a giocare, persino scommettendo su eventi clandestini. Buck è sciovinista, alcolizzato e adultero.  La sua salute è incerta poiché ha subito numerosi attacchi di cuore e ha subito diversi interventi chirurgici cardiovascolari.
- Elroy "Lucky" Kleinschmidt, voce originale di Tom Petty, italiana di Sergio Lucchetti. Nuovo ragazzo e futuro marito di Luanne. Fa la sua prima comparsa nell'episodio 08x21.
- Mark Buckley, voce originale di David Herman, italiana di Alessandro Vanni. Primo fidanzato di Luanne, dall'atteggiamento menefreghista. Muore nel finale della seconda stagione. Nonostante ciò, egli appare lo stesso nella versione HDTV della sigla, utilizzata nella tredicesima stagione.
- Dierdre "Didi" Hill, voce originale di Ashley Gardner, italiana di Roberta Pellini. Seconda moglie di Cotton, ex compagna di asilo di Hank, donna alta e snella dai lunghi capelli biondi con il corpo completamente rifatto.
- Chuck Mangione, voce originale di Chuck Mangione, italiana di Roberto Draghetti. È, come nella realtà, un musicista Jazz affermato.
- Leanne "LeLe" Platter, voce originale di Pamela Adlon, italiana di Aurora Cancian. Madre di Luanne, all'apparenza una donna fragile ma in realtà crudele, doppiogiochista ed alcolizzata, abusa del suo potere, manipolando tutto e tutti in particolar modo la stessa Luanne.
- Lenore Dauterive, voce originale di Ellen Barkin, italiana di Anna Rita Pasanisi. Ex Moglie di Bill, donna avida ed approfittatrice, sfrutta le debolezze del marito dalla quale si è separata prima dell'inizio della serie, farà il suo ritorno nella quinta stagione, dove tornerà con il marito per un breve periodo, ma grazie all'aiuto degli amici Bill troverà la forza per cacciarla.
- Matilda Mae "Tilly" Garrison (precedentemente Hill), voce originale di Tammy Wynette (st. 2), Beth Grant (st. 3) e K Callan (st. 4+), italiana di Vittoria Febbi. Madre di Hank, lasciata da Cotton perché ritenuta troppo vecchia. Tilly è una donna gentile che colleziona miniature perché la rendevano felice durante gli abusi di Cotton. Hank è spesso eccessivamente protettivo nei suoi confronti, temendo che sia troppo vecchia e fragile per uscire e fare le cose da sola. Tillie vive in Arizona con il marito Chuck. Il nome legale di Tilly varia nel corso della serie. È indicata come "Tilly" sul certificato di nascita di Hank, ma durante il suo matrimonio con Chuck viene chiamata Matilda dal sacerdote.
- Joe Jack, voce originale di Toby Huss, italiana di Gabriele Sabatini. Collega maldestro di Hank, addetto al reparto vendite della Propano Strickland.

## Sviluppo

### Ideazione e sviluppo
All'inizio del 1995, dopo la fortunata serie animata Beavis and Butt-head di MTV, Mike Judge decise di creare un'altra serie animata, questa volta ambientata in una piccola città del Texas e basata su una fusione dei sobborghi di Dallas, Garland e Richardson. Dopo aver concepito l'idea della serie animata, Judge ha disegnato i personaggi principali e ha scritto lo script dell'episodio pilota.
La Fox era indecisa sulla fattibilità del concetto di Judge riguardo ad una sitcom animata basata sulla realtà e ambientata nell'America del Sud, quindi il network ha indirizzato Judge a Greg Daniels, sceneggiatore che aveva già lavorato nella sitcom de I Simpson. Daniels ha riscritto la sceneggiatura pilota e ha creato diversi personaggi importanti che non erano apparsi nel primo script di Judge, tra i quali i personaggi Luanne e Cotton. Daniels ha anche rielaborato alcuni personaggi (che i due creatori avevano caratterizzato come semplici "hillbilly sdentati"). Mentre la scrittura di Judge tendeva a enfatizzare sull'umorismo politico, in particolare lo scontro tra il conservatorismo sociale di Hank Hill e il liberalismo degli interlocutori, Daniels si concentrava più sullo sviluppo dei personaggi, per fornire un contesto emotivo e pieno di numerosi conflitti culturali. Alla fine, Judge fu così soddisfatto dei contributi di Daniels che scelse di accreditarlo come co-creatore, piuttosto che accreditarlo come sviluppatore.
Dopo il debutto, la serie è diventata subito uno dei grandi successi della Fox, tanto da essere stata citata tra le migliori serie televisive dell'anno da Entertainment Weekly, Time e TV Guide. Dalla seconda stagione, King of the Hill è diventato uno dei programmi più votati di Fox e ha persino sorpassato, per breve tempo, le valutazioni de I Simpson. Durante la quinta e la sesta stagione, Mike Judge e Greg Daniels sono stati meno coinvolti nello sviluppo della serie, per via di altri progetti. Questo ha portato Judge e Daniels a dare alla serie un formato più episodico e ripetitivo. A partire dalla settima stagione, John Altschuler e Dave Krinsky, che avevano lavorato alla serie dalla seconda stagione, hanno cercato di enfatizzare più sul concetto di Judge, secondo cui la serie era basata sull'umorismo sociopolitico, che su quello di Daniels, basato sull'umorismo dei personaggi. Sebbene Fox avesse insistito sul fatto che le serie fosse priva di sviluppo dei personaggi e di archi narrativi, Judge e Daniels sono riusciti a sviluppare diversi archi minori durante i primi anni della serie.

### Cancellazione
Inizialmente, la serie si sarebbe dovuta concludere nel 2007 con l'episodio dell'undicesima stagione Lucky's Wedding Suit (di cui esiste la versione originale con il finale pianificato), ma grazie ad un rinnovo dell'ultimo minuto, la serie ebbe la possibilità di proseguire con altre 2 stagioni.
Nonostante però i buoni ascolti, nel 2009 la Fox annunciò la cancellazione della serie. Ciò coincise con l'annuncio di The Cleveland Show, spin-off de I Griffin, che prese il posto di King of the Hill.
Le speranze di mantenere in vita la serie emersero quando l'emittente ABC si dichiarò interessata a garantire i diritti, ma nel gennaio 2009, il presidente Steve McPherson sostenne di non avere alcuna intenzione di riprendere la serie animata.
Il 30 aprile 2009, la Fox ordinò due episodi conclusivi. Rimanevano però altri quattro episodi prodotti per la tredicesima stagione, ma Fox annunciò successivamente che non avrebbe trasmesso altri episodi dopo To Sirloin with Love, il finale di serie, optando così alla trasmissione in syndication nel 2010.

### Revival
L'8 agosto 2017, fu rivelato che Judge e Daniels parlarono con i dirigenti della Fox per un potenziale ritorno della serie. Il 19 marzo 2018, in un'intervista con Rotten Tomatoes, Judge affermò di volere un revival con personaggi invecchiati.
Il 18 gennaio 2022, Judge e Daniels hanno annunciato la formazione di una nuova società chiamata Bandera Entertainment, con un revival di King of the Hill come una delle numerose serie in sviluppo.
L'8 settembre 2022, Michael Thorn dichiara che, nonostante l'ammirazione nei confronti della serie e di chi ci lavora, non ci sono intenzioni di produrre un revival su Fox, in quanto si ha l'intenzione di sperimentare con nuove serie animate. Successivamente, il 31 gennaio 2023, Hulu ordina il revival, a cui si aggiunge Saladin Patterson come produttore esecutivo ed è stato confermato il ritorno del cast originale.
La stagione verrà pubblicata su Hulu il 4 agosto 2025.

## Doppiaggio
Il doppiaggio italiano è stato eseguito presso lo studio E.T.S. European Television Service sotto la direzione di Massimo Corizza per le prime sette stagioni, Anna Rita Pasanisi e Isabella Pasanisi per l'ottava e di Elio Zamuto per la nona. Il doppiaggio italiano della quattordicesima stagione è stato eseguito presso la Dubbing Brothers, con direzione di Maria Grazia Napolitano. Gli assistenti al doppiaggio sono Daniela Inserra e Veronica De Biase. I dialoghi invece sono stati curati da: Leonardo Piferi, Susanna Piferi, Paola Giannetti, Daniela Altomonte, Antonella Giannini, Marina D'Aversa, Federico Nobili, Daniela Papa, Emanuela Amato, Orietta Regina, Maurizio Fiorentini, Francesca Romana Raffi, Nadia Capponi, Evita Zappadu, Margherita Sestito e Sara Musacchio.
| Personaggio                    | Doppiatore originale                                                      | Doppiatore italiano                                           |
| ------------------------------ | ------------------------------------------------------------------------- | ------------------------------------------------------------- |
| Hank Hill                      | Mike Judge                                                                | Roberto Stocchi                                               |
| Peggy Hill                     | Kathy Najimy                                                              | Carmen Onorati (st. 1-8) Sabrina Duranti (st. 9, 14)          |
| Bobby Hill                     | Pamela Adlon                                                              | Daniele Raffaeli                                              |
| Luanne Platter                 | Brittany Murphy                                                           | Domitilla D'Amico                                             |
| Dale Gribble                   | Johnny Hardwick (st. 1-13) Toby Huss (st. 14+)                            | Oliviero Dinelli                                              |
| Jeff Boomhauer                 | Mike Judge                                                                | Mino Caprio                                                   |
| Bill Dauterive                 | Stephen Root                                                              | Enzo Avolio (st. 1-9) Ambrogio Colombo (st. 14)               |
| Cotton Hill                    | Toby Huss                                                                 | Sergio Tedesco (st. 1-8) Vladimiro Conti (st. 9)              |
| Nancy Hicks Gribble            | Ashley Gardner                                                            | Roberta Greganti                                              |
| Joseph Gribble                 | Brittany Murphy (st. 1-4) Breckin Meyer (st. 5-13) Tai Leclaire (st. 14+) | Alessio De Filippis                                           |
| John Redcorn / Granturco Rosso | Victor Aaron (st. 1) Jonathan Joss (st. 2-14)                             | Stefano Mondini (st. 1-9) Riccardo Lombardo (st. 14)          |
| Khan Souphanousinphone         | Toby Huss (st. 1-13) Ronny Chieng (st. 14+)                               | Mauro Gravina                                                 |
| Minh Souphanousinphone         | Lauren Tom                                                                | Alessandra Korompay                                           |
| Connie Souphanousinphone       | Lauren Tom                                                                | Elena Perino                                                  |
| Buck Strickland                | Stephen Root                                                              | Stefano De Sando (st. 1-6, 8-9, 14) Gerolamo Alchieri (st. 7) |
| Chuck Mangione                 | sé stesso                                                                 | Roberto Draghetti                                             |
| Buckley                        | David Herman                                                              | Alessandro Vanni                                              |
| Dooley                         | Mike Judge                                                                | Daniele Barcaroli                                             |
| Lucky (da ep. 08x21)           | Tom Petty                                                                 | Sergio Lucchetti                                              |

## Accoglienza

### Recensione pubblica
King of the Hill ha ricevuto il plauso della critica durante i suoi 13 anni di programmazione. Le prime recensioni dello show sono state positive ed è stato nominato uno dei migliori nuovi show del 1997 da Entertainment Weekly, Time e TV Guide. Diane Holloway del Chicago Tribune lo ha considerato "la serie televisiva più texana dai tempi di Dallas" e ne ha elogiato "il sottile senso dell'umorismo e la sensibilità sovversiva". Sul Los Angeles Times, lo scrittore Howard Rosenberg ha suggerito che lo show "ti fa sorridere un po', ma [c'è] poco che ti stupisce e ci vuole un po' per abituarsi". La prima stagione dello show ha ricevuto un indice di gradimento dell'83% sull'aggregatore di recensioni Rotten Tomatoes, basato su diciotto recensioni, con una valutazione media di 7,3/10. Il suo consenso recita: "La rappresentazione delicata ma estremamente divertente della vita in una piccola città del Texas da parte di King of the Hill è piacevolmente lontana anni luce dall'animazione convenzionale in prima serata". La quinta e la tredicesima stagione hanno ricevuto maggiori elogi dalla critica, con un indice di gradimento del 100%. La quattordicesima stagione del revival ha ricevuto un plauso simile dalla critica. Su Rotten Tomatoes, il 100% delle recensioni di 29 critici è stato positivo con una valutazione media di 8,60/10, e il suo consenso recita: "Accidenti Bobby! King of the Hill è tornato ed è ancora saporito come un barbecue grigliato con propano in una stagione del revival che porta abilmente questi personaggi nell'era moderna".